# تصفيات كأس العالم 2014 – أوروبا المجموعة ر
تصفيات كأس العالم لكرة القدم 2014 أوروبا المجموعة E هي إحدى مجموعات اليويفا المؤهلة لكأس العالم لكرة القدم 2014. وتضم المجموعة النرويج، وسلوفينيا، وسويسرا، وألبانيا، وقبرص، وآيسلندا.
فائز المجموعة سوف يتأهل بشكل مباشر إلى نهائيات كأس العالم 2014. ومن بين أصحاب المركز الثاني في المجموعات التسع، سيتقدم أفضل ثمانية (يتم تحديدهم عن طريق نتائجهم ضد الفرق أصاحب المركز الأول، والثالث، والرابع، والخامس فقط لتحقيق التوازن بين الجماعات المختلفة) احتلوا المركز الثاني إلى المباريات الفاصلة، حيث سيتم تقسيمهم إلى أربعة مواجهات ذهاب وإياب لتحديد هوية المتأهلين الأربع الآخرين.

## الترتيب
| الفريق      | لعب | ف | ت | خ | أ.له | أ.ع | أ.ف | نقاط |  | سويسرا | آيسلندا | سلوفينيا | النرويج | ألبانيا | قبرص |
| ----------- | --- | - | - | - | ---- | --- | --- | ---- |  | ------ | ------- | -------- | ------- | ------- | ---- |
| سويسرا (Q)  | 10  | 7 | 3 | 0 | 17   | 6   | +11 | 24   |  | —      | 4–4     | 1–0      | 1–1     | 2–0     | 1–0  |
| آيسلندا (A) | 10  | 5 | 2 | 3 | 17   | 15  | +2  | 17   |  | 0–2    | —       | 2–4      | 2–0     | 2–1     | 2–0  |
| سلوفينيا    | 10  | 5 | 0 | 5 | 14   | 11  | +3  | 15   |  | 0–2    | 1–2     | —        | 3–0     | 1–0     | 2–1  |
| النرويج     | 10  | 3 | 3 | 4 | 10   | 13  | −3  | 12   |  | 0–2    | 1–1     | 2–1      | —       | 0–1     | 2–0  |
| ألبانيا     | 10  | 3 | 2 | 5 | 9    | 11  | −2  | 11   |  | 1–2    | 1–2     | 1–0      | 1–1     | —       | 3–1  |
| قبرص        | 10  | 1 | 2 | 7 | 4    | 15  | −11 | 5    |  | 0–0    | 1–0     | 0–2      | 1–3     | 0–0     | —    |

## المباريات
عقد اجتماع في زيورخ، سويسرا يوم 22 نوفمبر 2011 لتحديد الجدول الزمني. فشل المندوبون بالتوصل إلى اتفاق على جدول المباريات، والذي تحدد عن طريق سحب عشوائي في ختام الاجتماع.
| ألبانيا                              | 3–1   | قبرص        |
| ------------------------------------ | ----- | ----------- |
| ساديكو 36' · تشاني 84' · بوغداني 87' | تقرير | لابان 45+5' |

| سلوفينيا | 0–2   | سويسرا                |
| -------- | ----- | --------------------- |
|          | تقرير | تشاكا 20' · إينلر 51' |

| آيسلندا                      | 2–0   | النرويج |
| ---------------------------- | ----- | ------- |
| أرناسون 22' · فينبوغاسون 81' | تقرير |         |

| قبرص         | 1–0   | آيسلندا |
| ------------ | ----- | ------- |
| ماكريديس 58' | تقرير |         |

| النرويج                                | 2–1   | سلوفينيا  |
| -------------------------------------- | ----- | --------- |
| هنريكسن 26' · ي. آ. ريسه 90+3' (ركلة.) | تقرير | شولير 16' |

| سويسرا                         | 2–0   | ألبانيا |
| ------------------------------ | ----- | ------- |
| شاكيري 23' · إينلر 68' (ركلة.) | تقرير |         |

| ألبانيا   | 1–2   | آيسلندا                       |
| --------- | ----- | ----------------------------- |
| تشاني 28' | تقرير | بيارناسون 19' · سيغوردسون 81' |

| سويسرا          | 1–1   | النرويج       |
| --------------- | ----- | ------------- |
| غافرانوفيتش 79' | تقرير | هانغيلاند 81' |

| سلوفينيا        | 2–1   | قبرص          |
| --------------- | ----- | ------------- |
| ماتافز 38'، 61' | تقرير | ألونيفتيس 83' |

| قبرص          | 1–3   | النرويج                                        |
| ------------- | ----- | ---------------------------------------------- |
| ألونيفتيس 42' | تقرير | هانغيلاند 45' · اليونسي 81' (ركلة.) · كينغ 83' |

| آيسلندا | 0–2   | سويسرا                        |
| ------- | ----- | ----------------------------- |
|         | تقرير | بارنيتا 66' · غافرانوفيتش 79' |

| ألبانيا  | 1–0   | سلوفينيا |
| -------- | ----- | -------- |
| روشي 37' | تقرير |          |

| سلوفينيا       | 1–2   | آيسلندا            |
| -------------- | ----- | ------------------ |
| نوفاكوفيتش 34' | تقرير | سيغوردسون 55'، 78' |

| النرويج | 0–1   | ألبانيا    |
| ------- | ----- | ---------- |
|         | تقرير | Salihi 66' |

| قبرص | 0–0   | سويسرا |
| ---- | ----- | ------ |
|      | تقرير |        |

| ألبانيا  | 1–1   | النرويج   |
| -------- | ----- | --------- |
| راما 40' | تقرير | هوجلي 87' |

| آيسلندا                                | 2–4   | سلوفينيا                                             |
| -------------------------------------- | ----- | ---------------------------------------------------- |
| بيارناسون 22' · فينبوغاسون 26' (ركلة.) | تقرير | كيرم 11' · بيرسا 31' (ركلة.) · سيزار 61' · كرهين 86' |

| سويسرا         | 1–0   | قبرص |
| -------------- | ----- | ---- |
| سيفيروفيتش 90' | تقرير |      |

| النرويج                | 2–0   | قبرص |
| ---------------------- | ----- | ---- |
| اليونسي 43' · كينغ 66' | تقرير |      |

| سلوفينيا  | 1–0   | ألبانيا |
| --------- | ----- | ------- |
| كامبل 19' | تقرير |         |

| سويسرا                                             | 4–4   | آيسلندا                                   |
| -------------------------------------------------- | ----- | ----------------------------------------- |
| ليختشتاينر 15'، 30' · شير 27' · جمايلي 54' (ركلة.) | تقرير | غودموندسون 3'، 68'، 90+1' · سيغبورسون 56' |

| النرويج | 0–2   | سويسرا       |
| ------- | ----- | ------------ |
|         | تقرير | شير 12'، 51' |

| قبرص | 0–2   | سلوفينيا                       |
| ---- | ----- | ------------------------------ |
|      | تقرير | نوفاكوفيتش 12' · إيليتشيتش 80' |

| آيسلندا                       | 2–1   | ألبانيا |
| ----------------------------- | ----- | ------- |
| بيارناسون 13' · سيغبورسون 47' | تقرير | راما 9' |

| ألبانيا           | 1–2   | سويسرا                |
| ----------------- | ----- | --------------------- |
| صالحي 89' (ركلة.) | تقرير | شاكيري 47' · لانغ 77' |

| آيسلندا                       | 2–0   | قبرص |
| ----------------------------- | ----- | ---- |
| سيغبورسون 60' · سيغوردسون 76' | تقرير |      |

| سلوفينيا                 | 3–0   | النرويج |
| ------------------------ | ----- | ------- |
| نوفاكوفيتش 13'، 14'، 49' | تقرير |         |

| قبرص | 0–0   | ألبانيا |
| ---- | ----- | ------- |
|      | تقرير |         |

| النرويج   | 1–1   | آيسلندا       |
| --------- | ----- | ------------- |
| بروتن 30' | تقرير | سيغبورسون 12' |

| سويسرا    | 1–0   | سلوفينيا |
| --------- | ----- | -------- |
| تشاكا 74' | تقرير |          |

## الهدافين
عدد الأهداف المُسجلة  71 هدفًا  في 30 مباراة، بمتوسط 2.37 هدفًا في المباراة الواحدة.
5 أهداف
- ميليفوي نوفاكوفيتش

4 أهداف
- غيلفي سيغوردسون
- كولبين سيغبورسون

3 أهداف
- بيركير بيارناسون
- يوهان بيرغ غودموندسون
- فابيان شير

هدفان
- إدغار تشاني
- فالديت راما
- حمدي صالحي
- إفستاتيوس ألونيفتيس
- ألفريد فينبوغاسون
- طارق اليونسي
- بريدي هانغيلاند
- جوشوا كينغ
- تيم ماتافز
- جردان شكيري
- ماريو غافرانوفيتش
- غوخان إينلر
- ستيفان ليختشتاينر
- غرانيت تشاكا

هدف
- إريون بوغداني
- أوديسه روشي
- أرماندو ساديكو
- فانسان لابان
- كونستانتينوس ماكريديس
- كاري أرناسون
- دانييل بروتن
- ماركوس هنريكسن
- توم هوجلي
- يون آرنه ريسه
- فالتر بيرسا
- بوشتيان سيزار
- يوسيب إيليتشيتش
- كيفن كامبل
- أندراز كيرم
- ريني كرهين
- ماركو شولير
- ترانكيلو بارنيتا
- بليريم جمايلي
- ميشائيل لانغ
- هاريس سيفيروفيتش

## وصلات خارجية
- نتائج وجدول مجموعة اليويفا E (نسخة FIFA.com)
- نتائج وجدول مجموعة اليويفا E (نسخة UEFA.com)